# Liste der Municipios im Departamento del Magdalena
Das Departamento del Magdalena besteht aus 30 municipios. Diese untergliedern sich in einen Gemeindekern (cabecera municipal) und dem Umland (resto rural). Das Umland wiederum wird weiter unterteilt in sogenannte Polizeiinspektionen (Inspecciones de Policía Municipal), kleinere Ämter (corregimientos), Siedlungszentren (centros poblados) und Gehöfte (caseríos). Im Folgenden verzeichnet sind die municipios mit ihrer Gesamteinwohnerzahl aus der Volkszählung des kolumbianischen Statistikamtes DANE aus dem Jahr 2018, hochgerechnet für das Jahr 2022.
| Municipio                   | Einwohnerzahl 2022 |
| --------------------------- | ------------------ |
| Algarrobo                   | 17.214             |
| Aracataca                   | 42.545             |
| Ariguaní                    | 32.601             |
| Cerro de San Antonio        | 10.193             |
| Chibolo                     | 23.986             |
| Ciénaga                     | 127.494            |
| Concordia                   | 11.514             |
| El Banco                    | 71.484             |
| El Piñón                    | 24.699             |
| El Retén                    | 21.591             |
| Fundación                   | 72.280             |
| Guamal                      | 28.626             |
| Nueva Granada               | 21.707             |
| Pedraza                     | 9.526              |
| Pijiño del Carmen           | 13.238             |
| Pivijay                     | 39.962             |
| Plato                       | 65.641             |
| Puebloviejo                 | 33.011             |
| Remolino                    | 12.232             |
| Sabanas de San Ángel        | 17.152             |
| Salamina                    | 11.582             |
| San Sebastián de Buenavista | 21.221             |
| San Zenón                   | 12.757             |
| Santa Ana                   | 26.737             |
| Santa Bárbara de Pinto      | 11.584             |
| Santa Marta                 | 552.391            |
| Sitionuevo                  | 29.905             |
| Tenerife                    | 13.846             |
| Zapayán                     | 10.884             |
| Zona Bananera               | 75.824             |